# 邦達里夫卡 (韋謝利諾韋區)
47°16′29″N 31°3′10″E / 47.27472°N 31.05278°E
邦達里夫卡（烏克蘭語：Бондарівка），是烏克蘭南部的村莊，隸屬尼古拉耶夫州的沃茲涅先斯克區。該村面積0.56平方公里，海拔高度99米，2001年人口152，人口密度每平方公里271.4人。